# ضريح المعتصم
ضريح المعتصم هو ضريح الخليفة المعتصم بالله بن الخليفة هارون الرشيد العباسي الهاشمي في مدينة سامراء في العراق، ويعرف ضريحه بقبة الخلفاء أو القبة الصليبية وهو واحد من أقدم أضرحة العمارة العباسية.

## المعتصم
أبو إسحاق محمد المعتصم بالله بن هارون الرشيد بن محمد المهدي بن أبوجعفر المنصور العباسي ثامن الخلفاء العباسيين، ولد سنة 179 هجرية وتوفي بمدينة سامراء في 18 من ربيع الأول سنة 227 هجرية (4 من فبراير سنة 842 ميلادية)، وكان في عهد أخيه المأمون واليا على الشام ومصر وكان المأمون يميل إليه لشجاعته فولّاه عهده، وفي اليوم الذي توفي فيه المأمون بمدينة طرسوس بويع أبو إسحاق محمد بالخلافة ولُقّب بالمعتصم بالله في 19 من رجب سنة 218 هجرية (10 من أغسطس سنة 833 ميلادية)، وبحسب المؤرخين فقد كان يملك قوة بدنية وشجاعة مميزة.

## وفاة المعتصم
احتجم المعتصم في أول يوم من محرم سنة 227 هجرية فأُصيب عقب ذلك بعلته التي قضت عليه يوم الخميس لثماني ليال مضت من شهر ربيع الأول من تلك السنة ورثاه محمد بن عبد الملك الزيات.
ويقول السيوطي أنه لما احتضر جعل يقول: «ذهبت الحيلة فليس لي حيلة»
«اللهم إنك تعلم أني أخافك من قبلي ولا أخافك من قبلك. وأرجوك من قبلك ولا أرجوك من قبلي»
كانت خلافته ثماني سنين وثمانية أشهر وثمانية أيام، وهو ثامن الخلفاء من بني العباس، وثامن أولاد هارون الرشيد، ومات عن ثمانية بنين وثماني بنات، وتولى الخلافة سنة ثمان عشرة ومئتين، وفتح ثمانية فتوح وتوفي وهو ابن ثمانية واربعين عاما فكان يلقب ب«المثمن»، وكان معروفا بطيبة النفس، وكان من أعظم الخلفاء وأكثرهم هيبة، وإثر وفاته عام 842م بويع بالخلافة ابنه الواثق بالله.

## قبة الخلفاء
ويضم الضريح رفاة خلفاء بني العباس المحمدون الثلاثة (الخليفة العباسي الحادي عشر أبو جعفر محمد المنتصر وأيضا ضريح أبي إسحاق محمد المعتصم بالله بن هارون الرشيد بن المهدي بن المنصور ثامن الخلفاء العباسيين، ولد سنة 179 هجرية وتوفي بمدينة سامراء في 18 من ربيع الأول سنة 227 هجرية (4 من فبراير سنة 842 ميلادية وهو ما رجحه الباحثين أمثال محمود شكري الآلوسي وعباس العزاوي ومصطفى جواد وعبد العزيز الدوري وفاروق عمر فوزي وصالح أحمد العلي وعبد الحي شعبان وقاسم السامرائي) وأخيه الخليفة العباسي الثالث عشر أبو عبد الله محمد المعتز بالله أولاد الخليفة العباسي العاشر أبو الفضل المتوكل على الله بن الخليفة العباسي الثامن أبو إسحاق المعتصم بالله وابن عمهما الخليفة العباسي الرابع عشر أبو إسحاق محمد المهتدي بن أبو جعفر الواثق بالله بن الخليفة العباسي الثامن أبو إسحاق المعتصم بالله)
ويقع ضريح القبة الصليبية على الضفة الغربية لنهر دجلة شمال مدينة سامراء التي تبعد حوالي 125 كم شمال العاصمة العراقية بغداد ويُعد الخليفة العباسي الحادي عشر (أبو جعفر محمد المنتصر بالله) الذي قُتل مسموما (سنة 248 ه‍) عن عمر 26 عاما أول خليفة في تاريخ الإسلام أبرز قبره وبطلب من أمه المسيحية (حبشية) الرومية الأصل ثم بنيت عليه قبة عرفت فيما بعد القبة الصليبية، والقبة الصليبية بناء مثمن التخطيط يتألف من مثمن خارجي داخله بناء مثمَّن الشكل ضلعه أصغر من طول ضلع المثمن الخارجي. تعلوه قبة وتتميز هذه القبة بانها تأخذ بعداً فكرياً فلسفياً، وهو ما يُدعى بالعمارة الرمزية. فالقبة تُمَثِّل السماء، وتعني الأزلية والخير والاتصال بالخالق وبالكون اللامحدود، والمكعب يرمز إلى الأرض باتجاهاتها الأربعة، وفصولها الأربعة، ويعني الفساد والفناء، ورمزت العلاقة بينهما إلى الثنائية بين الخير والشر، وإلى الانعتاق من الفساد باتجاه النفوس السماوية الخيّرة في جدلية معمارية بين القبة والمربع الذي ترتكز عليه، وقد تجلى إيمان المعماريين والأمراء والسلاطين بهذه الفلسفة، التي تعود إلى أصول يونانية ومصرية ورافدية، فيما يُسمى بعمارة المدافن التي كانت القبة عنوانها الرئيسي.
وتقع منارة المئذنة الملوية في مدينة سامراء العراقية التي تحتوي على عدة آثار تعود لعصر حكم الدولة العباسية.

## تطورها
الأضرحة ذوات القباب المشيدة بصورة مستقلة عن المران حتى أيام الخليفة العباسي هارون الرشيد سنة 193 هجرية لم تكن تعرف في العراق وفي هذه السنة أمر الخليفة هارون الرشيد ببناء قبة على ضريح (جده) الخليفة الراشد الرابع الإمام علي بن أبي طالب، وشيد الخليفة العباسي المأمون قبة على قبر والده الرشيد، المدفون في مدينة طوس لكن تلك القباب كثيرا ما تهدمت واندرست آثارها، وهنا نأتي إلى إحدى القباب والتي سُمّيت بالقبة الصليبية وتقع ضمن أطراف مدينة سامراء على الجانب الغربي من نهر دجلة وإلى الجنوب من قصر المعشوق (العاشق) حيث تعد من أقدم المباني الأثرية ومن الأضرحة المقببة، والمصادر الأثرية والتاريخية تشير إلى أنها شيدت لتضم رفاة (3) ثلاثة من خلفاء بني العباس وهم (المنتصر بالله والمعتز بالله أبناء الخليفة المتوكل على الله) والثالث المهتدي بن الواثق.
وتضيف الروايات التي ذكرها الطبري والمسعودي أن هذه القبة بنيت على قبر المنتصر بالله بأمر من والدتهِ ودفن إلى جانبهِ أخوه المعتز بالله وإبن عمهما المهتدي بن الواثق وجميع هؤلاء الخلفاء قُتلوا نتيجة لمؤامرات الجند الأتراك وهم في ريع الشباب.
أما تسميتها بالقبة الصليبية لأنها تحتوي على مداخل أربعة متقاطعة (متصالبة أي تشبه الصليب) والحقيقة أن مخطط هذه القبة مؤلف من غرفة داخلية مربعة المقطع وقد عُثر بداخلها على رفاة ثلاثة أشخاص أثناء التنقيب وشكلها مثمن من الخارج يليه رواق مثمن ثم جدار خارجي مثمن، وكان الرواق مسقفا في الأصل بقبو نصف إسطواني ويسقف القبة كلها قبة ذات مقطع مدبب من الأعلى كما أن اشتقاق هذا الاسم من أعمال السلب كما يظن الباحثين لأنها مشيدة في منطقة معزولة وغير مأهولة وعلى مقربة من الطريق ولكن لا يوجد دليل علمي أو مادي إلى تسميتها بل استند على الحدس والتخمين.

## فكرتها
عن فكرة بناء القبة بهذا الشكل رجح الدكتور محمود عباد – اختصاص الآثار الإسلامية مستوحاة من الفكرة التي بُنيت عليها قبة الصخرة التي هي في الأساس تعتمد على التخطيط المثمن المقطع المسقف بقبة أيضا والذي كان شائعا في عصر ما قبل الإسلام (القدس الشريف).